# Broad Brook
Pour les articles homonymes, voir Broad et Brook.
Broad Brook est une census-designated place et un quartier de la ville d'East Windsor située dans le comté de Hartford au Connecticut (États-Unis). Lors du recensement de 2010, Broad Brook avait une population totale de 4 069 habitants.

## Géographie
Selon le Bureau du recensement des États-Unis, la superficie de la ville est de 15,4 km2, dont 15,3 km2 de terres et 0,1 km2 de plans d'eau (soit 0,58 %).

## Démographie
D'après le recensement de 2000, il y avait 3 469 habitants, 1 433 ménages, et 932 familles dans la ville. La densité de population était de 226,2 hab/km2. Il y avait 1 589 maisons avec une densité de 103,6 maisons/km2. La décomposition ethnique de la population était : 91,76 % blancs ; 4,44 % noirs ; 0,00 % amérindiens ; 1,53 % asiatiques ; 0,00 % natifs des îles du Pacifique ; 1,04 % des autres races ; 1,24 % de deux ou plus races. 2,16 % de la population était hispanique ou Latino de n'importe quelle race.
Il y avait 1 433 ménages, dont 33,4 % avaient des enfants de moins de 18 ans, 51,2 % étaient des couples mariés, 10,3 % avaient une femme qui était parent isolé, et 34,9 % étaient des ménages non-familiaux. 28,3 % des ménages étaient constitués de personnes seules et 9,6 % de personnes seules de 65 ans ou plus. Le ménage moyen comportait 2,42 personnes et la famille moyenne avait 3,00 personnes.
Dans la ville la pyramide des âges était 25,8 % en dessous de 18 ans, 6,7 % de 18 à 24, 34,4 % de 25 à 44, 21,5 % de 45 à 64, et 11,6 % qui avaient 65 ans ou plus. L'âge médian était 37 ans. Pour 100 femmes, il y avait 93,5 hommes. Pour 100 femmes de 18 ans ou plus, il y avait 89,5 hommes.
Le revenu médian par ménage de la ville était 50 417 dollars US, et le revenu médian par famille était 58 138 $. Les hommes avaient un revenu médian de 38 222 $ contre 32 250 $ pour les femmes. Le revenu par habitant de la ville était 23 244 $. 4,6 % des habitants et 3,5 % des familles vivaient sous le seuil de pauvreté. 4,0 % des personnes de moins de 18 ans et 7,6 % des personnes de plus de 65 ans vivaient sous le seuil de pauvreté.